# Salix nigra
Salix nigra — вид квіткових рослин із родини вербових (Salicaceae).

## Морфологічна характеристика
Це дерево 5–20+ м заввишки (утворюють клони відводками). Гілки дуже крихкі біля основи, червоно-коричневі до жовто-коричневих, голі; гілочки від сіро-коричневого до червоно-коричневого, голі чи волосисті до ворсинчастих. Листки на ніжках (2)3–10(15) мм; найбільша листкова пластина дуже вузько-еліптична, від ланцетного до вузько-ланцетного, чи від лінійної до ременеподібної, (50)70–103(190) × (6)7.5–17(23) мм; краї зубчасті; верхівка загострена, гостра чи хвостата; абаксіальна (низ) поверхня (не сиза), гола чи волосиста, волоски білі чи залозисті, хвилясті; адаксіальна поверхня злегка блискуча, гола чи ворсиста (особливо на середніх жилках); молода пластинка гола чи волосиста абаксіально, волоски білі та/чи залозисті. Сережки: тичинкові 35–83 × 7–13 мм, маточкові 23–74 (80 у плодах) × 5–10 мм. Коробочка 3–5 мм. 2n = 38. Цвітіння: (південь) початок лютого — початок травня, (північ) кінець березня — початок липня.

## Середовище проживання
Канада (Квебек, Онтаріо); США (Небраска, Міссурі, Мічиган, Массачусетс, Мериленд, Мен, Луїзіана, Кентуккі, Канзас, Айова, Індіана, Іллінойс, Нью-Йорк, Північна Кароліна, Огайо, Оклахома, Пенсільванія, Род-Айленд, Південна Кароліна, Теннессі, Техас, Вермонт, Вірджинія, Західна Вірджинія, Вісконсин, Нью-Джерсі, Нью-Гемпшир, Джорджія, Флорида, Округ Колумбія, Делавер, Коннектикут, Алабама, Каліфорнія, Аризона, Юта, Нью-Мексико, Невада); Мексика (Чіуауа, Сакатекас, Тамауліпас, Сіналоа, Сан-Луїс-Потосі, Коауіла, Дуранго, Наяріт, Нью-Леон, Оахака, Пуебла). Населяє заплави, околиці ставків і озер, болота й болотисті місцевості, вологі луки, відкриті поля, придорожні канави, змішані високогірні листяні ліси вздовж струмків; 10–1400 метрів.

## Значущість
Ця порода використовується для виготовлення деревини. Використовується для виготовлення ящиків і ящиків, деяких предметів меблів і для будівництва. Його також можна використовувати для виготовлення деревного вугілля та целюлози. Більшість пиломатеріалів надходить із низовини річки Міссісіпі, а найбільш продуктивні ділянки виробляють щонайменше 30 м² на гектар. Salix nigra також стає важливим видом для відновлення прибережних вод, оскільки він здатний стабілізувати ґрунти та, таким чином, зменшити ерозію на деградованих ділянках. Цей вид також має широкий спектр лікувальних цілей і використовується для лікування багатьох поширених недуг і хвороб. З кори також можна виготовляти барвники, а з гілок плести кошики.

## Галерея

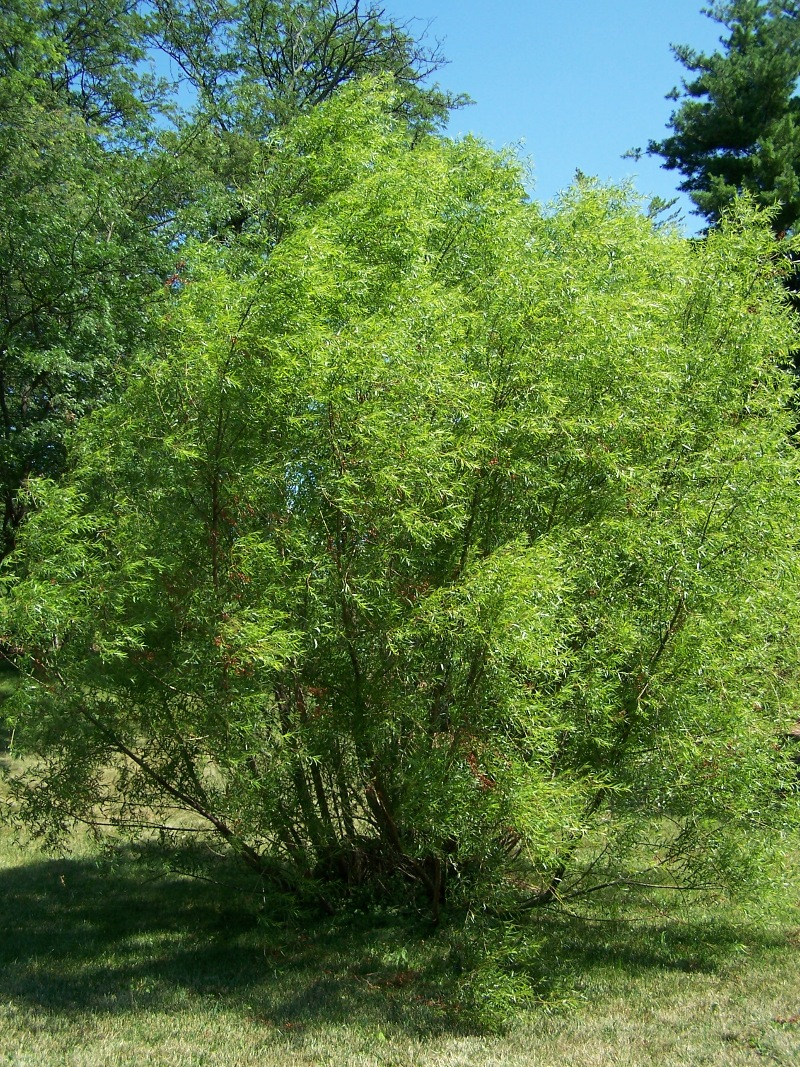
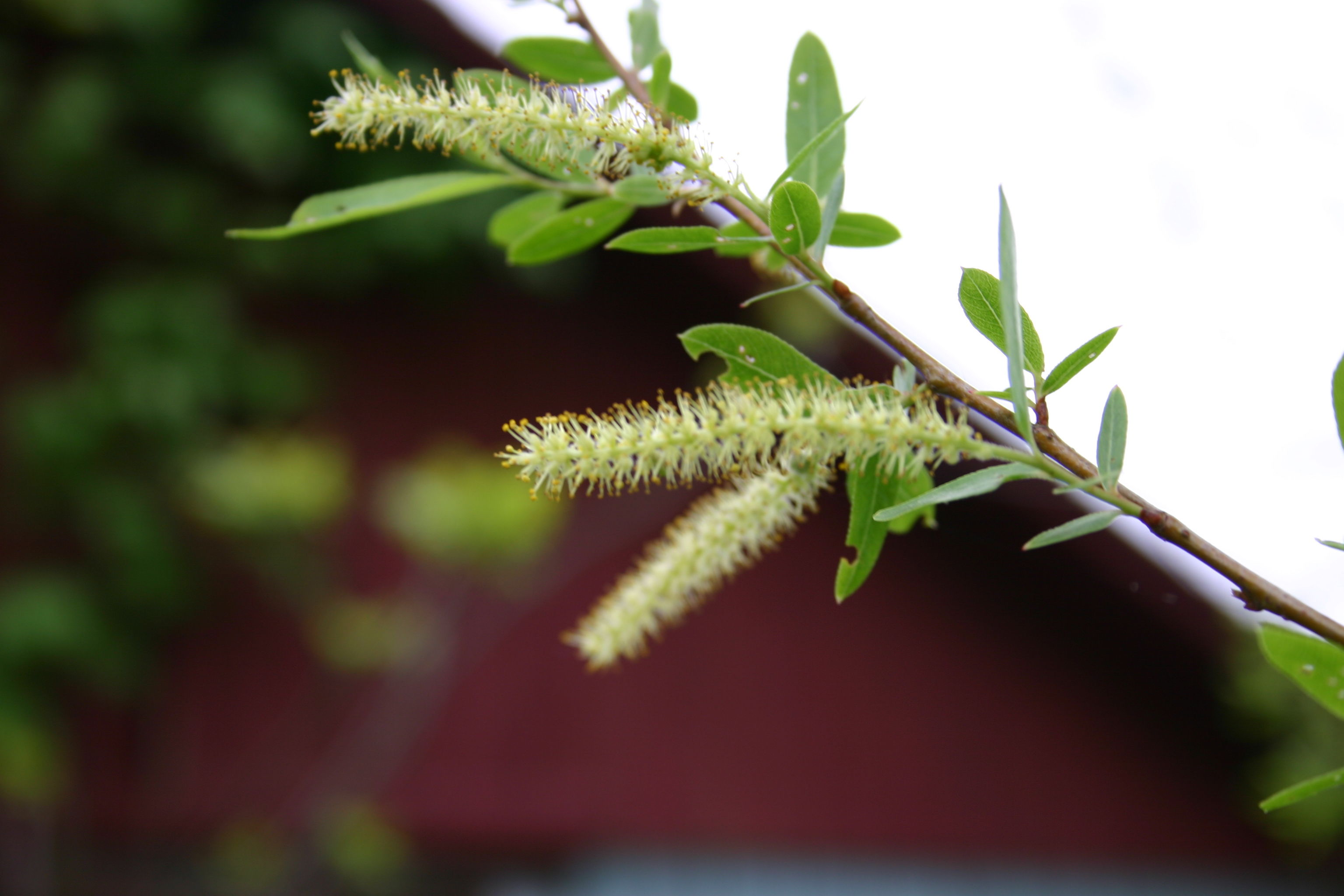
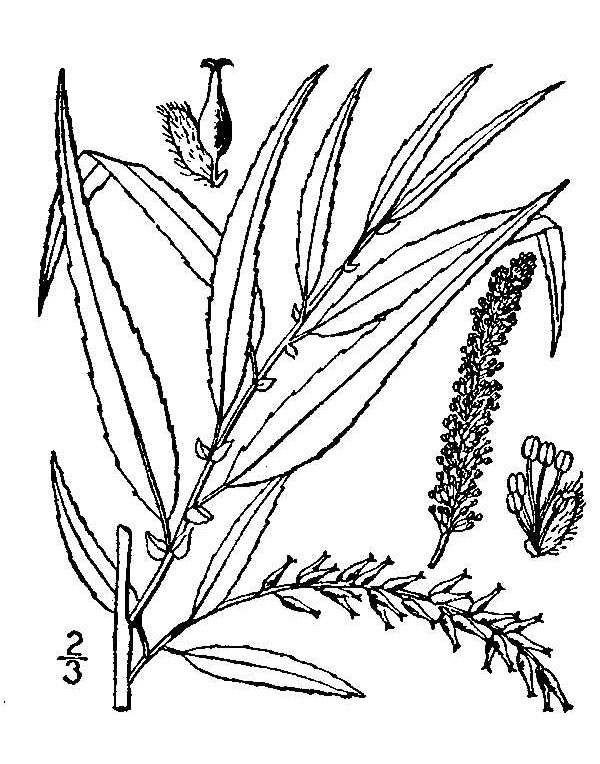